# Weddeler Teich
Der Weddeler Teich ist ein aufgestauter Teich und ein Naturschutzgebiet in der niedersächsischen Gemeinde Cremlingen im Landkreis Wolfenbüttel.

## Naturschutzgebiet
Das Naturschutzgebiet mit dem Kennzeichen NSG BR 041 ist 20 Hektar groß. Es liegt südlich von Weddel, einer Ortschaft in der Gemeinde Cremlingen östlich von Braunschweig. Es umfasst den Teich und den umgebenden Uferbereich. Der relativ flache, eutrophe Teich wurde in der Weddeler Grabenniederung aufgestaut und jahrhundertelang als Karpfenteich genutzt. Der Teich ist teilweise verlandet. Er wird von ausgedehnten Schilf- und Rohrkolben-Röhrichten umgeben, an das sich ein Feuchtgebiet anschließt.
Die Röhrichte des Weddeler Teichs sind Brut- und Rastgebiet für viele Vogelarten, das Feuchtgebiet Lebensraum für eine Vielzahl zum Teil gefährdeter Tierarten.
Das Naturschutzgebiet ist zum größten Teil von landwirtschaftlichen Nutzflächen umgeben. Einige hundert Meter westlich liegt das Naturschutzgebiet „Riddagshausen“, mit dem es eine Einheit bildet.
Das Gebiet steht seit dem 16. Februar 1981 unter Naturschutz. Zuständige untere Naturschutzbehörde ist der Landkreis Wolfenbüttel.

## Bildergalerie

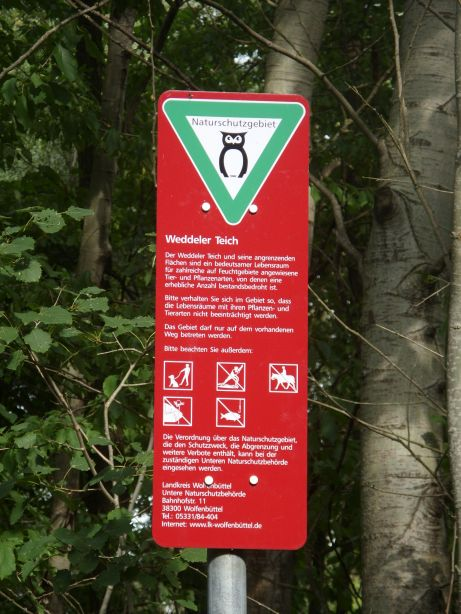
Schild am Teich, 2012
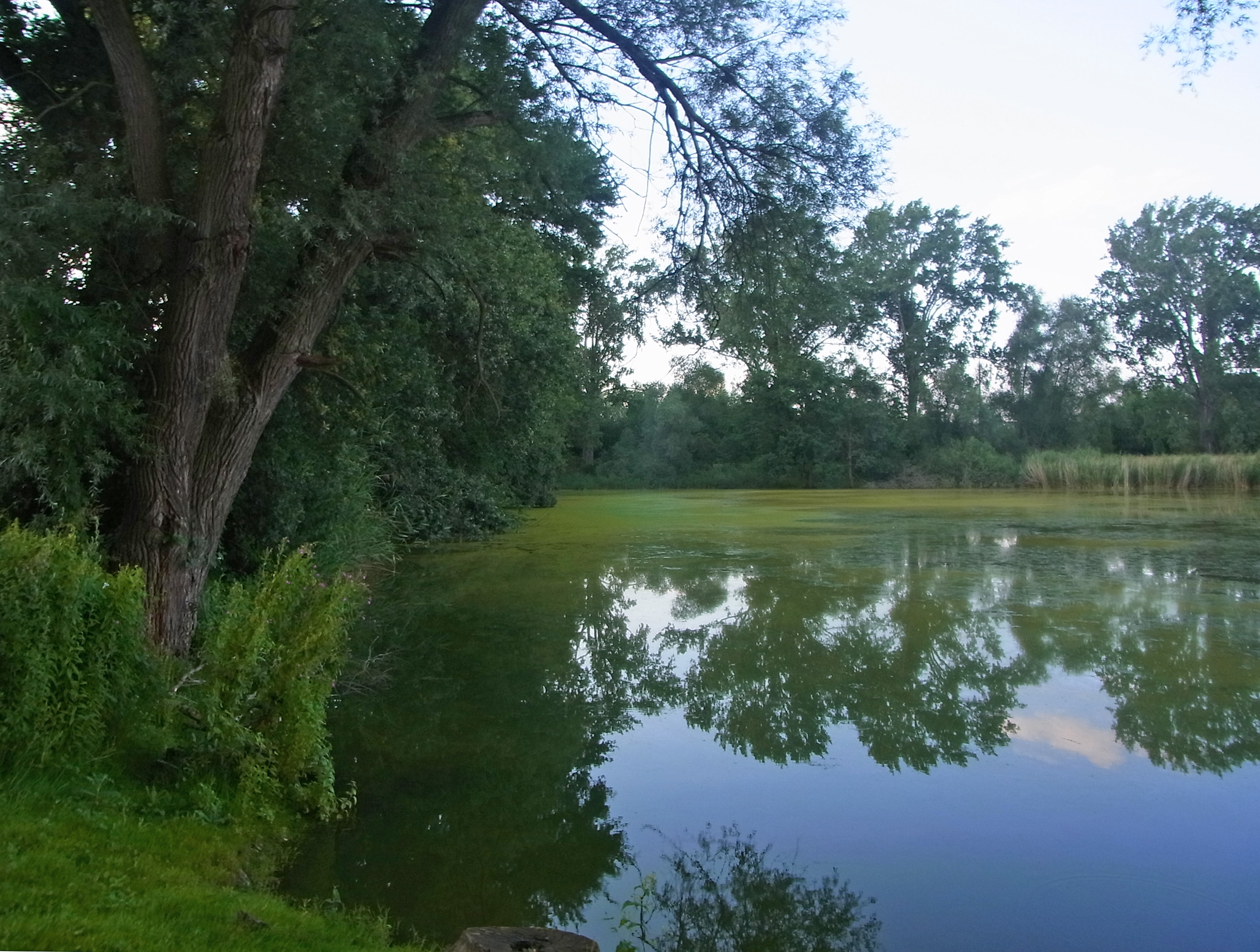
Nordbereich, Juli 2012
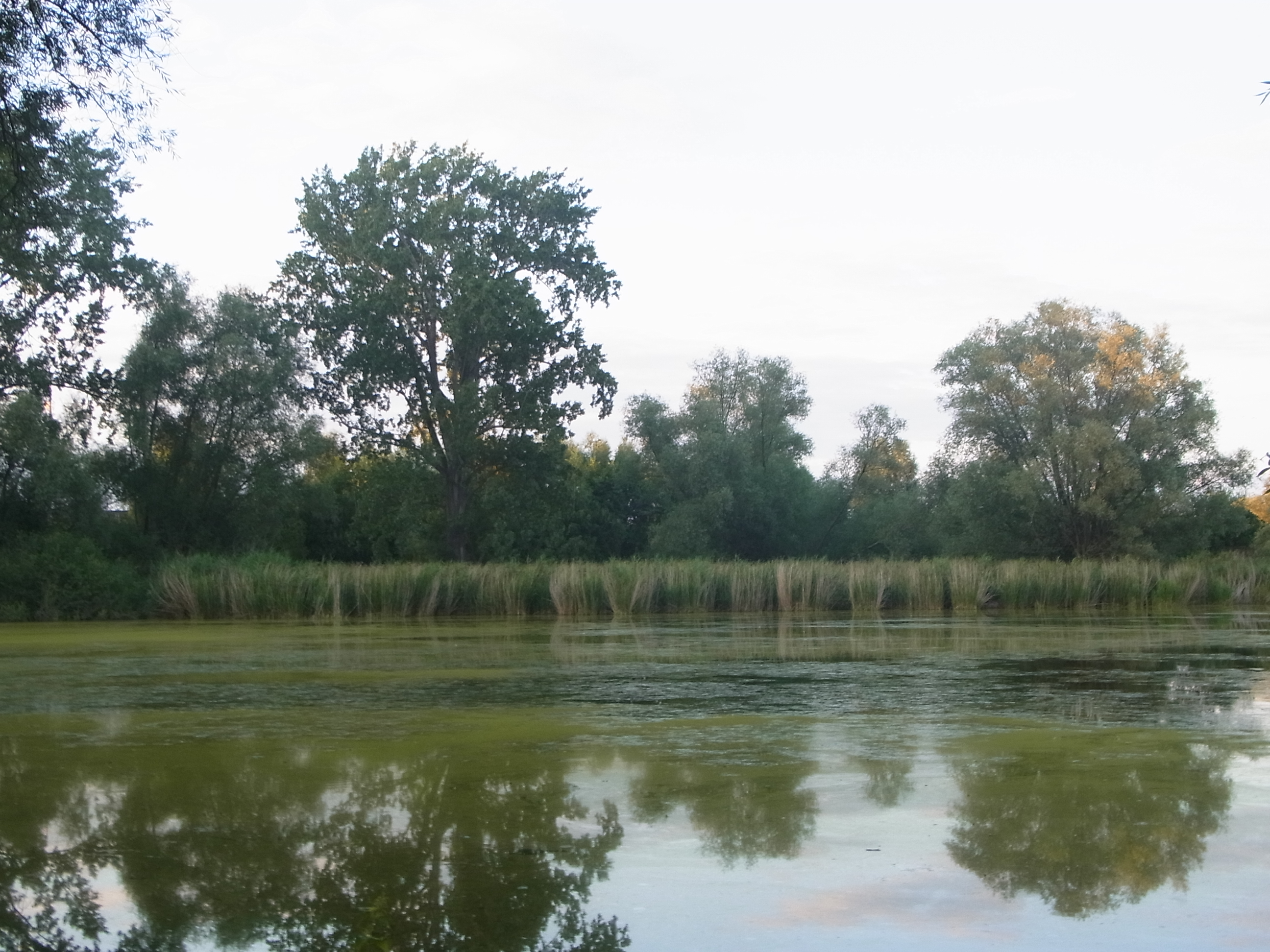
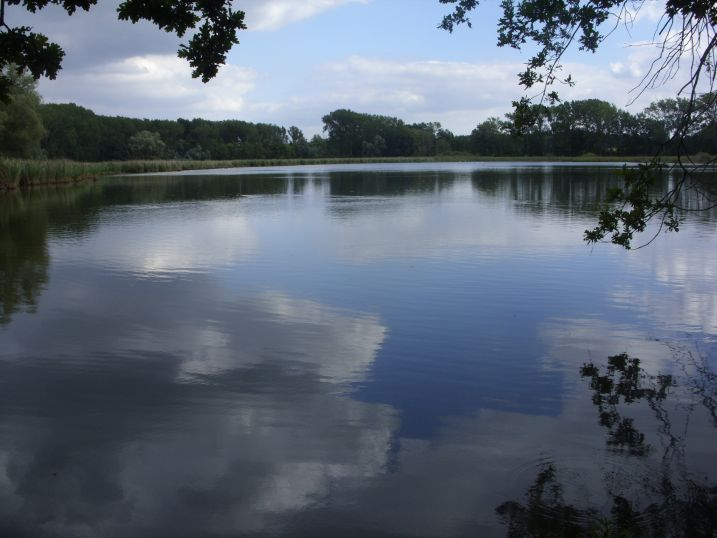
Blick auf das Nordostufer, 2012